# حكومة عبد الله إبراهيم
حكومة عبد الله إبراهيم هي رابع حكومة في المغرب بعد استقلاله عن فرنسا سنة 1955. تم تأسيس المجلس الحكومي برئاسة عبدالله إبراهيم وبتعيين من الملك محمد الخامس يوم 24 ديسمبر 1958 و استمرت في أداء مهامّها حتى 21 مايو 1960.

## التركيبة الأولى للحكومة
تم تعيين أعضاء الحكومة بمقتضى الظهير الشريف 409-58-1 الذي نشر في العدد 2410 من الجريدة الرسمية بتاريخ 2 يناير 1959، بعد أن أدى أعضاء الحكومة اليمين يوم 24 ديسمبر 1958’.

## الوزراء
| الصورة | الحقيبة الوزارية                          | الاسم                       | الحزب         |
| ------ | ----------------------------------------- | --------------------------- | ------------- |
|        | رئيس المجلس و وزير الشؤون الخارجية        | عبدالله إبراهيم             | حزب الاستقلال |
|        | نائب الرئيس وزير الاقتصاد الوطني والمالية | عبد الرحيم بوعبيد           | حزب الاستقلال |
|        | وزير العدل                                | امحمد باحنيني               |               |
|        | وزير الداخلية                             | إدريس المحمدي               |               |
|        | وزير الدفاع الوطني                        | محمد عواد                   |               |
|        | وزير التربية الوطنية                      | عبد الكريم ابن جلون التويمي | حزب الاستقلال |
|        | وزير الفلاحة                              | التهامي عمار                |               |
|        | وزير الأشغال العمومية                     | عبد الرحمان بن عبد العلي    |               |
|        | وزير الشغل والشؤون الاجتماعية             | محمد المعطي بوعبيد          | حزب الاستقلال |
|        | وزير الصحة العمومية                       | يوسف بلعباس                 | لا منتمي      |
|        | وزير البريد والتلغراف والتليفون           | محمد المذبوح                | لا منتمي      |